# 苫小牧ホッキカレー

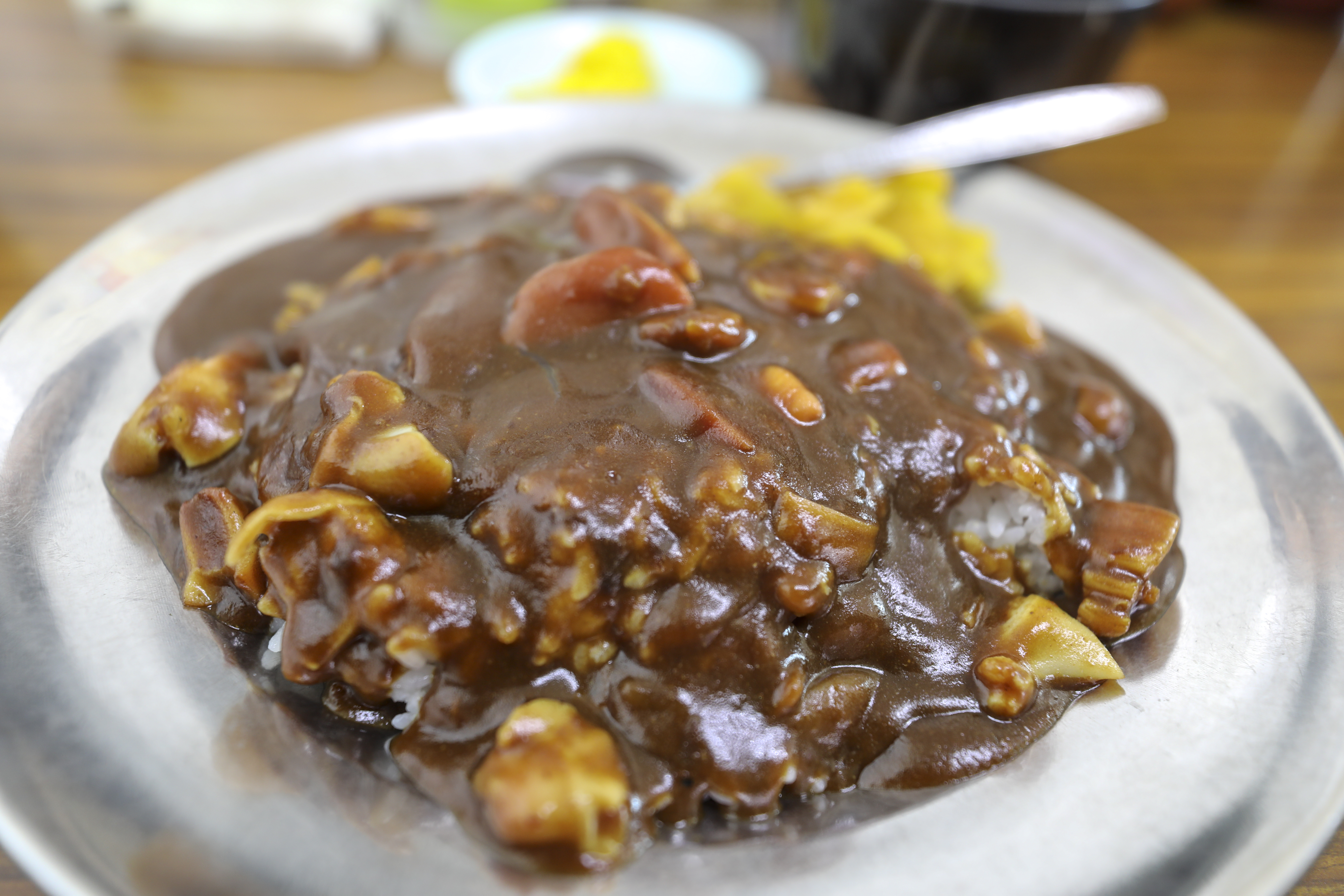
ホッキカレー（マルトマ食堂）

苫小牧ホッキカレー（とまこまいホッキカレー）は、北海道苫小牧市で販売されているご当地グルメのカレー料理である。

## 概要
苫小牧市はホッキ貝（ウバガイ）の水揚げ量日本一で、苫小牧市民にとってホッキ貝は昔からなじみのある食材であった。漁師が肉の代わりにホッキ貝をカレーに入れていたのが苫小牧ホッキカレーの原型とされる。

## 学校給食での提供
- 苫小牧市では毎年の食育月間に合わせて（2024年は6月）、苫小牧市内の小学校と中学校（全37校）と北海道苫小牧支援学校の学校給食にホッキカレーが提供されている[2][3]。
- 東京都八王子市は苫小牧市と姉妹都市提携をしており、2021年9月には苫小牧産ホッキ貝を用いたホッキカレーを八王子市内のに小学校と中学校（全107校）で学校給食として提供した[4]。

## 著名な提供店
- マルトマ食堂 - 苫小牧市公設地方卸売市場内の食堂。短冊切りにしたホッキ貝の入ったホッキカレー以外にもホッキ貝を使った料理を提供する[1][5]。
- マルミ商店 - マルトマ食堂の姉妹店。ホッキカレーには、禁漁期間を除き苫小牧産ホッキ貝を3個分以上使用する[6]。